# بارك دونغ جين
بارك دونغ جين (10 ديسمبر 1994 كوريا الجنوبية - ) هو لاعب كرة قدم كوري جنوبي، يلعب كمدافع، شارك في كرة القدم في الألعاب الأولمبية الصيفية 2016.

## روابط خارجية
- بارك دونغ جين على موقع الاتحاد الدولي (مؤرشف)  (الإنجليزية)
- بارك دونغ جين على موقع دوري كوريا الجنوبية (الإنجليزية)
- بارك دونغ جين على موقع قاعدة بيانات كرة القدم.إي يو (الإنجليزية)
- بارك دونغ جين على موقع Soccerway.com (الإنجليزية)
- بارك دونغ جين على موقع أوليمبيديا (الإنجليزية)